# Spirostreptus dartevellei
Spirostreptus dartevellei är en mångfotingart som först beskrevs av Carl Graf Attems 1953.  Spirostreptus dartevellei ingår i släktet Spirostreptus och familjen Spirostreptidae. Inga underarter finns listade i Catalogue of Life.